# 모음 조화
언어의 모음조화(母音調和) 또는 홀소리어울림은 여러 음절로 된 낱말에서 첫음절의 모음에 속한 모음군에 따라 뒷음절의 모음이 바뀌면서 낱말 전체의 모음이 모두 같은 모음군에 속하게 되는 현상을 말한다. 이런 언어는 적어도 두 개의 모음군을 가지고 있다. 모음조화는 일종의 음운 동화 현상으로 볼 수 있으며, 우랄어족에 속하는 언어들과 알타이어족에 속한다고 주장되는 언어들에서 나타난다.

## 여러 언어에서의 모음조화

### 우랄어족

#### 핀란드어
| 전설 | ä | ö | y |
| 중립 | e | i |   |
| 후설 | a | o | u |

핀란드의 모음조화를 나타내는 벤 다이어그램

핀란드어의 모음은 전설모음, 중립모음, 후설모음으로 나뉜다. 핀란드어 낱말에 전설모음과 후설모음이 같이 들어갈 수 없지만, 중립모음은 전설이나 후설모음과 함께 들어갈 수 있다. 예를 들어 "aaltoileva"는 후설모음과 중립모음으로 되어 있고 "äidillä"는 전설모음과 중립모음으로 되어 있다.
단, 합성어는 이런 규칙을 따르지 않는다.

#### 헝가리어
| 후설               | a á | o ó | u ú |
| 전설 비원순 (중립) | e é | i í |     |
| 전설 원순          | ö ő | ü ű |     |

핀란드어와 가까운 헝가리어는 핀란드어 ä와 e의 구분이 없이 e를 쓴다는 점만 빼고 모음조화의 모습이 비슷하다.

### 몽골어
| 여성 | э[e, 에] | ө[ө, 으] | ү[u, 우] |
| 남성 | a[a, 아] | o[ɔ, 어] | y[o, 오] |
| 중성 | и[i, 이] |          |          |

몽골어에서는 전설모음이 여성모음, 후설모음이 남성모음으로 불린다.

### 타타르어
| 전설 | ä | e | i | ö | ü |   |
| 후설 | a | ı | í | o | u | é |

타타르어에는 중성모음이 없다. é는 차용어에서만 쓰인다.

### 카자흐어,키르기스어
카자흐어와 키르기스어에는 전설모음/후설모음 조화가 있다. 또한 원순모음/비원순모음 조화도 있는데, 카자흐어의 원순모음조화의 경우 글에서는 드러나지 않는다.

### 튀르키예어
|        | 전설   | 전설 | 후설   | 후설 |
|        | 비원순 | 원순 | 비원순 | 원순 |
| ------ | ------ | ---- | ------ | ---- |
| 고모음 | i      | ü    | ı      | u    |
| 저모음 | e      | ö    | a      | o    |

터키어에는 전설/후설, 원순/비원순, 고/저에 따른 세 가지 모음조화가 있다.
터키어 낱말에는 전설모음과 후설모음이 같이 올 수 없다. 이는 조사의 경우도 마찬가지이다. 예: Türkiyede ("터키에서"), kapıda ("문에서")
원순모음 뒤에 붙은 조사의 i와 ı는 각각 원순모음인 ü와 u로 바뀐다. 예: Türkiyedir ("터키이다"), kapıdır ("문이다"), gündür ("낮이다"), paltodur ("옷이다")
터키어의 모음조화는 첫 음절의 모음이 아닌 가장 뒤에 오는 모음을 기준으로 한다.
터키어의 모음조화는 매우 엄격하나, 외래어나 합성어의 경우 예외다.
- 예: golf kulübu (골프 클럽)

### 한국어
| 15세기 한국어 | 15세기 한국어 | 15세기 한국어 | 15세기 한국어 | 15세기 한국어 | 15세기 한국어 | 15세기 한국어 | 15세기 한국어 |        |
| ------------- | ------------- | ------------- | ------------- | ------------- | ------------- | ------------- | ------------- | ------ |
| 양성          | ㅏ [a]        | ㅑ [ja]       | ㅗ [o]        | ㅘ [wa]       | ㅛ [jo]       | ㆍ [ʌ]        | ᆢ [jʌ]         |        |
| 양성          | ㅐ [aj]       | ㅒ [jaj]      | ㅚ [oj]       | ㅙ [waj]      | ㆉ [joj]      | ㆎ [ʌj]       |               |        |
| 음성          | ㅓ [ə,e]      | ㅕ [jə,je]    | ㅜ [u]        | ㅝ [wə,we]    | ㅠ [ju]       | ㅡ [ɨ]        | ᆜ [jɨ]         |        |
| 음성          | ㅔ [əj,ej]    | ㅖ [jəj,jej]  | ㅟ [uj]       | ㅞ [wəj,wej]  | ㆌ [juj]      | ㅢ [ɨj]       |               |        |
| 중성          | ㅣ [i]        | ㅣ [i]        | ㅣ [i]        | ㅣ [i]        | ㅣ [i]        | ㅣ [i]        | ㅣ [i]        | ㅣ [i] |
| 현대 한국어   |               |               |               |               |               |               |               |        |
| 양성          | ㅏ [ɐ]        | ㅑ [jɐ]       | ㅗ [o]        | ㅘ [wɐ]       | ㅛ [jo]       |               |               |        |
| 양성          | ㅐ [ɛ]        | ㅒ [jɛ]       | ㅚ [ø]        | ㅙ [wɛ]       |               |               |               |        |
| 음성          | ㅓ [ʌ]        | ㅕ [jʌ]       | ㅜ [u]        | ㅝ [wʌ]       | ㅠ [ju]       | ㅡ [ɯ]        |               |        |
| 음성          | ㅔ [e]        | ㅖ [je]       | ㅟ [y]        | ㅞ [we]       |               | ㅢ [ɯj]       |               |        |
| 중성          | ㅣ [i]        | ㅣ [i]        | ㅣ [i]        | ㅣ [i]        | ㅣ [i]        | ㅣ [i]        | ㅣ [i]        | ㅣ [i] |

한국어에는 양성모음, 음성모음, 중성모음이 있다. 15세기에는 엄격한 모음조화가 있었지만(Ex.훈민정음), 조선 후기에 아래아(ㆍ)가 ㅡ를 비롯한 갖가지 홀소리로 바뀌게 되면서 모음조화가 깨졌다.
현대 한국어에서는 의태어, 강조어, 술어의 어간이나 어미에 모음조화가 남아 있다. 한글의 복모음을 만들 때에 양성모음은 양성모음과 음성모음이 섞이지 않게 만든다. (예: ㅘ, ㅝ 등)
한국어가 알타이어족에 속한다고 주장하는 학자는 모음조화가 그 증거 중의 하나라고 생각한다.

### 고대일본어
몇몇 학자들은, 일본어도 아주 옛날에는(상고일본어) 모음조화가 있었다고 주장하고 있다. 약 7세기 경, 아직 일본어에 쓰는
표음문자가 없던 시절, 일본은 조선반도의 여러 국가가 그랬던 것처럼 중국에서 한자의 음과 뜻을 빌려서 일본어의 음운을 표현하고 있었는데, 이를 "만요가나"라고 한다. 그러나 학자들이 만엽집, 고사기, 일본서기 등의 고대 일본의 문서를 조사하고 해독하는 과정에서, 한 단어에서 어떤 그룹에 속하는 한자들이 다른 그룹에 속하는 한자들과는 절대로 같이 안 쓰인다는 것을 발견했다. 예로 들면, A 그룹의 한자(ex.支・吉・峡・来・棄)는 B 그룹의 한자(ex.己・紀・記・忌・氣)들과 전혀 같이 안 쓰이는 모습이다.
이러한 현상은 마치 한 단어 속에는 한 그룹의 모음들만이 쓰인다는 '모음조화'와 매우 비슷하게 보이므로, 상대 일본어에는 모음조화가 있었다는 주장이 나온 원인이 되었다. 하지만 이에 의문을 품고 반론하는 학자들의 의견도 적지 않다. 자세한 정보는 상대 특수 가나 표기법문서를 참고 바람.
| i갑 | /i/       | i을 | /ɨ/        |
| e갑 | /e/       | e을 | /əj/       |
| o갑 | /o/, /wo/ | o을 | /ə,ʌ/, /o/ |

#### 만요가나 대응표
| /ka/  | 加 | 可 | 賀 | 珂 | 迦 | 訶 | 箇 | 嘉 | 架 | 伽 | 歌 | 舸 | 軻 | 柯 | 介 | 甘 | 敢 | 甲 | 漢 | 干 | 葛 | 香 | 各 | 覺 | 髮 | 鹿 | 蚊 | 芳 | 歟 |  |
| /ki1/ | 支 | 吉 | 岐 | 伎 | 棄 | 枳 | 企 | 耆 | 祇 | 祁 | 寸 | 杵 | 來 |    |    |    |    |    |    |    |    |    |    |    |    |    |    |    |    |  |
| /ki2/ | 歸 | 貴 | 紀 | 幾 | 奇 | 騎 | 綺 | 寄 | 記 | 基 | 機 | 己 | 既 | 氣 | 城 | 木 | 樹 | 黄 |    |    |    |    |    |    |    |    |    |    |    |  |
| /ku/  | 久 | 玖 | 口 | 句 | 群 | 苦 | 丘 | 九 | 鳩 | 倶 | 區 | 勾 | 矩 | *  | 衢 | 窶 | 屨 | 君 | 訓 | 菊 | 來 |    |    |    |    |    |    |    |    |  |
| /ke1/ | 祁 | 家 | 計 | 鶏 | 介 | 奚 | 谿 | 價 | 係 | 結 | 稽 | 啓 | 兼 | 監 | 險 | 異 |    |    |    |    |    |    |    |    |    |    |    |    |    |  |
| /ke2/ | 居 | 氣 | 希 | 擧 | 既 | 該 | 戒 | 階 | 開 | 愷 | 凱 | 慨 | 概 | 毛 | 食 | 飼 | 消 | 笥 |    |    |    |    |    |    |    |    |    |    |    |  |
| /ko1/ | 古 | 故 | 高 | 庫 | 祜 | 姑 | 狐 | 枯 | 固 | 顧 | 子 | 兒 | 籠 | 小 | 粉 |    |    |    |    |    |    |    |    |    |    |    |    |    |    |  |
| /ko2/ | 己 | 許 | 巨 | 居 | 去 | 虚 | 忌 | 擧 | *  | 拠 | 渠 | 金 | 今 | 近 | 乞 | 興 | 木 |    |    |    |    |    |    |    |    |    |    |    |    |  |

### 기타
모음조화가 있는 다른 언어로는 텔루구어과 반투어족, 아칸어족, Nez Perce, Coeur d’Alene, Yokutsan languages, Maiduan languages, Utian languages, Takelma, Coosan languages, Dusun languages, Nilotic languages에 속하는 언어 등이 있다.